# Boeing 777X
|  | Ovaj članak sadrži podatke o planiranom zrakoplovu ili zrakoplovu u izgradnji. Može sadržavati informacije iz projekta i nagađanja, koje možda neće odgovarati završnom proizvodu. |

Boeing 777X je širokotrupni putnički avion koji trenutno razvija kompanija Boeing. Radi se o novoj generaciji postojećeg Boeinga 777 koji će imati nove motore, nova kompozitna krila i tehnologiju preuzetu s manjeg Boeing 787 Dreamlinera. Boeing je službeno predstavio 777X u studenom 2013. na Dubai Airshow-u.  Imat će dvije izvedbe: 777-8 i 777-9.
Namjera je da konkurira Airbusu A350. Prvi puta je poletio 25. siječnja 2020. Prema zadnjim predviđanjima ulazak u redovnu službu je predviđen za 2021. godinu.

## Narudžbe
| 17. studenoga 2013. | Njemačka         | Lufthansa          | 20  |
| 17. studenoga 2013. | UAE              | Etihad             | 25  |
| 20. prosinca 2013.  | Hong Kong        | Cathay Pacific     | 21  |
| 9. srpnja 2014.     | UAE              | Emirates           | 115 |
| 16. srpnja 2014.    | Katar            | Qatar Airways      | 60  |
| 31. srpnja 2014.    | Japan            | All Nippon Airways | 20  |
| 4. lipnja 2015.     |                  | nepoznati kupac    | 10  |
| 23. lipnja 2017.    | Singapur         | Singapore Airlines | 20  |
| 28. veljače 2019.   | Velika Britanija | British Airways    | 18  |
| Ukupno              | Ukupno           | Ukupno             | 309 |

Bilješka
1. ↑  Prvi kupac 777-8 izvedbe.

## Dizajn
Planirani dizajn Boeinga 777X obuhvaća detalje koji se već nalaze na Boeing 787 Dreamlineru. To uključuje veće prozore, povećani tlak u kabini (kao na 1800 m nadmorske visine), viši strop u kabini i povećana vlažnost zraka. U odnosu na originalni 777 potrebne su i strukturne preinake trupa zbog povećane dužine kao i povećane širine trupa.

## Specifikacije
| Model                        | 777-8                                 | 777-9                                 |
| ---------------------------- | ------------------------------------- | ------------------------------------- |
| Članova posade               | Dva                                   | Dva                                   |
| Kapacitet putnika            | 353 (3-klase)                         | 407 (3-klase)                         |
| Dužina                       | 69,5 m                                | 76,7 m                                |
| Raspon krila                 | Ispružena: 71,8 m Presavijena: 64,8 m | Ispružena: 71,8 m Presavijena: 64,8 m |
| Kut krila                    | TBA                                   | TBA                                   |
| Visina repa                  | 19,7 m                                | 19,7 m                                |
| Širina kabine                | 5,97 m                                | 5,97 m                                |
| Širina sjedišta              | 45,7 cm                               | 45,7 cm                               |
| Širina trupa                 | 6,2 m                                 | 6,2 m                                 |
| Cargo kapacitet              | 40× LD3                               | 48× LD3                               |
| Masa praznog zrakoplova      | TBA                                   | 164.202 kg                            |
| Max. masa (bez goriva)       | TBA                                   | 239.043 kg                            |
| Max. masa slijetanja         | TBA                                   | 252.651 kg                            |
| Max. masa polijetanja        | 351.500 kg                            | 351.500 kg                            |
| Brzina krstarenja            | TBA                                   | TBA                                   |
| Maksimalna brzina            | TBA                                   | TBA                                   |
| Maksimalan dolet             | > 17.224 km                           | > 15.186 km                           |
| Duljina piste za polijetanje | TBA                                   | TBA                                   |
| Maksimalna količina goriva   | TBA                                   | TBA                                   |
| Maksimalna visina leta       | 13.140 m                              | 13.140 m                              |
| Motori (×2)                  | General Electric GE9X                 | General Electric GE9X                 |
| Potisak (×2)                 | 105.000 lbf (470 kN)                  | 105.000 lbf (470 kN)                  |

Notes: Podaci za 777X su preliminarni.